# 1933年中国
| 中国历史 / 中国历史年表                                                                                                   |
| 世紀： 19世纪中国 / 20世纪中国 / 21世纪中国                                                                               |
| 年代： 1900年代中国 / 1910年代中国 / 1920年代中国 / 1930年代中国 / 1940年代中国 / 1950年代中国大陆 / 1960年代中国大陆     |
| 年份： 1929年中国 / 1930年中国 / 1931年中国 / 1932年中国 / 1933年中国 / 1934年中国 / 1935年中国 / 1936年中国 / 1937年中国 |
| 纪年： 癸酉年（鸡年）、中华民国22年                                                                                       |

## 大事記
- 胡漢民致陳嘉佑、程潛密函：「西南抗日軍隊出發，以賢初為總師之任，渠以抗日為倒蔣，如能師出武漢，北局有變，一切正可相機而動。」[1]:171

### 1月
- 中共臨時中央由上海遷往江西中央革命根據地[2]:4316。
- 1月1日——日軍製造榆關（山海關）事件，上午綏中日軍往榆關調動，駐臨榆第九旅旅長兼臨永警備司令何柱國在北平聞報，星夜回防；中國航空協會在上海成立，理事王曉籟、史量才、王正廷、杜月笙、虞洽卿等21人就職，係蔣介石授意杜月笙等人發起建立，籌備時名中華航空救國會[2]:4291。蔣介石令駐皖第四師徐庭瑤部分編為第四、二十五兩師，歸第十七軍節制，徐庭瑤任軍長，是日在蚌埠宣誓就職；原第四師副師長邢震南升第四師師長，獨立旅旅長關麟徵任第二十五師師長，1月11日國民政府明令發表[2]:4291-4292。蘇聯政府任命鮑格莫洛夫為駐中國大使[2]:4292。
- 1月2日——晨2時，榆關日軍向臨永警備司令部提出：一、撤退南關中國駐軍、警察及保安隊；二、撤退城上中國守兵；三、南關歸日方警戒；限即時答覆，否則武奪取；10時日軍炮擊臨榆縣城，步兵爬城進攻；守軍第九旅第六二六團官兵憤極，不顧「不准還擊」之令，以石頭、手榴彈回擊，斃日軍兒玉中尉等；日軍3,000餘人將榆關城後東、南、西三面包圍，何柱國遂下令還擊；是晚日軍第八師團長西義一命鈴木第四旅團增援；晚天津日駐屯軍司令中村孝太郎就榆關事件電張學良提出「警告」，稱榆關事件係中國進兵熱河，宣言抗日所致；張學良密電蔣介石，認為日軍發動榆關事件「並非即欲作真面目之戰鬥，仍為借此對我方軍事部署加以試探」，希望「設法對榆關事件謀一緩和延宕辦法」，同時出「如日方不顧一切悍然來犯，緩敵之謀無效，則我亦不得不盡全力以周旋」，並表示自己「決無絲毫猶豫」，要求蔣「迅示機宜，並乞迅飭啟宇（第三十二軍軍長商震）所部火速出動，其他軍隊速行集結」[2]:4292。
- 1月3日——榆關失陷，何柱國部第九旅六二六團守軍傷亡逾半，第一營營長安德馨及第二、三、四、五連連長均陣亡，全營傷亡幾盡，下午3時守軍撤出，臨榆遂陷；蔣介石由奉化到杭州，覆電張學良，略謂：「無論倭寇行動如何變化，我軍速入熱河計劃，萬不可稍有變更，只要能達成此任務，則為緩寇計，不妨相機應付。」，並表示商震部「調動與接濟籌備，弟當負責」；馬占山於上年底退入蘇境，所部2萬餘人由軍長邰斌山、鄧文，司令檀自新等率領撤至熱河[2]:4293。
- 1月4日——日軍五六百人在戰車掩護下沿平榆大道進攻五里台附近陣地，被何柱國部第六二七團守軍擊退，日機轟炸石河陣地，臨永警備司令部移海陽鎮，電北平軍分會要求增援；蔣介石致電張學良，指出：「此後倭必以真面目攻取平、津，我方不能不迅下決心，從速處置。」，提出軍分會及張本人「應即遷保定或張家口，一面與各公使館交涉，聲明北平駐軍他移，以北平為文化區，不願與倭軍在北平附近衝突，並望各國互尊條約，保持平、津之和平」[2]:4294。
- 1月5日——胡漢民在香港發表對時局意見，力主禦侮；蔣介石電林蔚轉告軍事委員會辦公廳主任朱培德、軍政部長何應欽，請任命張學良為軍事委員會北平分會常務委員兼代委員長；國民政府任陳時驥為第五十九師師長[2]:4294-4295。
- 1月6日——日軍在榆關增兵達6,000人左右，在飛機、坦克配合下進攻石河陣地，並轟作秦皇島附近村莊；國民政府特任顏惠慶為駐蘇聯特命全權大使，翌日免顏駐美國大使特命全權公使本職，遺缺以施肇基繼任；十四世達賴喇嘛選派中伊表布為全藏代表，與玉樹宣慰使馬訓在香達開會，談判青、藏和議[2]:4295-4296。
- 1月7日——蔣介石返抵南京，與國民政府主席林森、軍政部長何應欽、外交部長羅文幹商應付榆關事件，隨後接見張學良代表鮑文樾，聽取榆變經過；國民政府令准居正辭中央公務員懲戒委員會委員長兼職，遺缺以覃振繼任[2]:4296-4297。
- 1月8日——張學良在北平招待中外記者，發表談話駁斥日方關於榆關事件係中國方面調動軍隊所引起之謬論，謂「榆關事變與九一八柳條溝事件如出一轍」，表示「惟有以吾人之精神與赤血，保護我祖國，以維持正義」；川軍第二十四軍軍長劉文輝電中國國民黨中央請辭四川省政府主席兼職，表示願率部出川抗日[2]:4297-4298。
- 1月9日——汪精衛在德國柏林杜平根療養院對記者發表談話稱：「中國目前不思與日本正式宣戰」，「中國今日之地位，不足向日本宣戰。」；日本關東軍司令部密派「滿洲國」高等顧問、奉天特務機關長板垣征四郎往天津組設特務機關，1月16日板垣征四郎在天津與日天津駐屯軍司令中村孝太郎謀劃；前行政院長譚延闓陵墓、紀念堂舉行落成禮，蔣介石、林森、于右任、宋子文等往祭，譚墓及紀念堂坐落於南京中山門外靈谷寺，1931年動工，建築費20萬元[2]:4298-4299。
- 1月10日——紅軍第一、五軍團乘勝分三路圍攻臨川，陳誠令調第十一、十四、二十三、九十等師防守，1月18日陳親赴臨川坐鎮指揮[2]:4299。
- 1月11日——中國國民黨中政會通過馬寅初、傅秉常等90人為第三屆立法委員，1月12日國民政府明令發表；蔣介石在南京陵園私宅與宋子文、何應欽、羅文幹、陳立夫等人商討對日外交，決定派外交部次長劉崇傑赴北平向張學良傳達中央對對華北外交方針，當晚劉離開南京赴北平[2]:4301。
- 1月12日——汪精衛在日內瓦發表宣言，略稱：「中國對於暴日侵略，確立交涉及抵抗並行之方針」，「中國始終信任國聯，聽候解決，此為交涉之本旨也。惟在此期間，日本侵略不已，中國為領土主權人民生命財產計，斷難坐受其侵凌，不能不奮起而為正當防衛，此為抵抗之本旨也。」；中國國民黨中央委員、國民政府委員薛篤弼以榆關失陷，華北垂危，政府不積極抗日，憤而電辭國民政府委員職，並於1月15日通告在上海、蘇州執行律師職務[2]:4301-4302。
- 1月16日——新任立法院院長孫科及第三屆全體立法委員宣誓就職；東北軍第九旅旅長何柱國升任第五十七軍軍長，是日就職，轄第九旅、第十五旅、騎兵第三旅；「滿洲國」國務會議決定3月1日為「建國」紀念日，成立「建國周年紀念大會中央委員會」，鄭孝胥任委員長[2]:4303-4304。
- 1月17日——張學良致電蔣介石，謂「熱邊情況日趨緊急，證以最近日軍進向該處之積極活動，大有箭在弦上一觸即發之勢，我方入熱部隊，只東北軍四旅」，「前途變化洵屬在在可慮」，催促蔣「迅賜電調中央軍及晉軍即日開赴熱東一帶，以增實力，而備萬一」；立法院任命焦易堂為該院法制委員會委員長，傅秉常為外交委員會委員長，馬寅初為財政委員會委員長（馬於1月31日辭職，改由陳長蘅代理），吳尚鷹為經濟委員會委員長，陳肇英為軍事委員會委員長，翌日國民政府任命梁寒操為該院秘書長（原任張維翰於1月4日辭職）；行政院任命蔣鼎文為長江各省水警總局局長，轄四川、湖南、湖北、江西、安徽江蘇、浙江7省，1月23日國民政府明令發表，1月29日該局在武昌成立，6月復奉命撤銷；國民政令准免俞濟時第八十八師師長職，遺缺以該師副師長孫元良升任[2]:4305。
- 1月18日——中國國民黨中政會通過《四川善後辦法》，決定派張群赴四川辦理善後，1月21日國民政府令行院、軍事委員會轉行遵照；蔣介石通令各省加緊「清鄉」和整頓「民團」，1月22日豫鄂皖三省剿匪總司令部公布《剿匪區內民團整理條例》[2]:4306。
- 1月22日——蔣介石向河南、湖北、安徽三省剿匪部隊出特急令稱：「限期肅清殘匪已三令五申，各部兵力十倍於匪……殘匪猖獗如故，言之痛心。現限期已到，望各將領督飭所部，淬勵精神，抱除惡務盡之心，為一勞永逸之計。」[2]:4309。
- 1月23日——國民政府任命容景芳為第八十二師師長[2]:4310。
- 1月26日——國民政府任命馮興賢為第三十三師師長，俞大維為軍政部兵工署署長[2]:4312。
- 1月27日——陳濟棠、李宗仁、白崇禧、蔡廷鍇及黃紹竑等在廣州舉行會談，決抗日、反共雙管齊下，第一、四集團軍及第十九路軍抽兵北上抗日，廣東、廣西、福建入增兵入江西剿匪[2]:4312。
- 1月29日——蔣介石到達南昌親自坐鎮指揮對中央蘇區進行第四次圍剿[2]:4314。
- 1月30日——蔣介石在南昌中國民黨江西省黨部訓話，聲稱「此次剿匪之成敗，關係國家之存亡，亦即我民族能否自衛自存之試石」，號召部下要「硬幹、實幹、快幹」，「個個下有匪無我，有我無匪的決心」；蔣介石派軍事委員會委員楊杰到北平，楊致電蔣介石報告稱：謁張學良，防禦部署已經部分着手，「北平積糧至多僅敷月餘」，「前方各軍生活極為艱苦」[2]:4314-4315。
- 1月31日——蔣介石在南昌召開軍事會議，擬訂「剿匪」具體計劃[2]:4315。

### 2月
- 2月1日——中國國民黨中政會決定設行政法規整理委員會，由戴季陶任委員長，宋子文、孫科任副委員長；「滿洲國」國務會議決定將駐日代表公署改為駐日「大使館」，以丁士源任「大使」[2]:4316-4317。
- 2月5日——張學良電蔣介石，報告「熱邊風雲日益緊急，大有一觸即發之勢」，「原有軍隊實屬不敷分配」，要求蔣「籌定大計」，蔣批覆以「北方軍事已全權托付吾兄」，並表示：「吾人處此憂患，橫逆之來，惟有盡其心力而為之，只求此心無愧，並以擴然大公示眾，則成敗存亡，聽之而已。」[2]:4319。
- 2月8日——蔣介石籌設軍事委員會委員長南昌行營，任錢大鈞為行營辦公廳主任；國際聯盟裁軍會議召開，中國代表顏惠慶出席，大會將原定顏惠慶之演說取消，顏當即離場以示抗議[2]:4320。
- 2月12日——張學良制定以「確保冀熱並鞏固平津為目的」之防禦方針，成立華北軍總司令部，由蔣介石兼任總司令，張學良任副總司令；陳誠在南昌就任贛粵閩邊區「進剿」軍中路總指揮，贛東各「剿匪」部隊屬之，所屬原第十八軍副軍長羅卓英升任第五軍軍長，第十四師師長周至柔任第五軍副軍長，該師副師長霍揆彰升任師長，第十一師副師長蕭乾升任師長[2]:4323-4324。
- 2月13日——中國國民黨中央黨部令各級黨部及各團體組織，製「忠孝仁愛，信義和平」匾額懸掛禮堂中央，以資「啟迪」，2月20日教育部公布《小學公民訓練標準》亦以「忠孝仁愛，信義和平」為依據[2]:4324。
- 2月14日——蔣介石委蔡廷鍇任贛粵閩邊區「進剿」左路總指揮，閩省各「剿匪」部隊均歸其節制，2月16日蔡在福州就職[2]:4325。
- 2月19日——張群到南昌晤蔣介石商入川辦理善後事，自上月18日中政會決定張群入川後，劉湘、劉文輝等深恐川政整理後影響個人地位，對張入川未作任何表示，張與蔣商晤後決定暫緩入川[2]:4329。
- 2月22日——陳誠奉蔣介石令到臨川指揮「圍剿」紅軍，蔣電蔡廷鍇即督率左路軍進攻，會師江西、福建邊境[2]:4332。
- 2月23日——中國國民黨中常會通過《國民參政會組織法》[2]:4333。
- 2月24日——國聯大會以42票贊成，一票反對通過《國際聯盟特別大會關於中日爭議報告書，中國代表顏惠慶在大會致詞表示無條件接受報告書，日本代表團投反對票並中途退席；國民政府國防委員會成立，以行政、立法、司法、監察、考試五院院長，外交、財政、軍政、海軍、鐵道等部部長，參謀總長、訓練總監及軍事委員會委員組成[2]:4333。
- 2月26日——蔣介石手令華北軍各將領，宣稱：「倭寇攻熱，業經開始，時至今日，吾輩軍人為國家民族爭人格，為公理正義盡責任，惟有犧牲一切，以報黨國。」，同日電令長江各商埠、要塞於2月27日起秘密戒嚴，又密令各軍事機關與各部隊自2月28日起「軍官佐一律不准告假，已告假者應一律回任」[2]:4335。

### 3月
- 3月1日——蔣介石致電宋子文稱：「熱河戰事惟有漢兄親出督師，方能如計奏效。」，提出張學良果赴熱河，他「即可隨時啟行」；原第六路軍總指揮兼安徽省政府主席方振武，為抗日由上海到山西介休、孝義一帶聯絡舊部鮑剛、張人杰等成立抗日救國軍，是日在介休通電總指揮職，電稱：「惟念國亡無日，不忍不盡匹夫有責之義，益以同志之敦促，部屬之推情，友朋之責望，不揣謭陋﹐爰集我軍於錦山，誓師援熱，就任抗日救國軍總指揮之職。」[2]:4337。
- 3月2日——張作相命湯玉麟在承德東黃土梁子布防，湯部官兵不從，要求先補發三個月軍餉，張、湯認「大勢已去」，湯扣留軍用汽車及後援會汽車200餘輛，由承德裝私物運天津，張作相於是晚將司令從承德撤出，逃古北口[2]:4338。
- 3月3日——下午，湯玉麟率特務隊、工輜營千餘人放棄承德西逃，行至離承德30里處，平泉尚未被日軍占領，復率部回承德；蔣介石準備取代張學良兵權，派軍政部長何應欽、內政部長黃紹竑及中國國民黨中央委員李烈鈞往北平應付華北局勢，3月5日抵北平，黃旋任北平軍分會參謀長；國民政令免鈕永建銓叙部長職，遺缺由林翔繼任[2]:4339。
- 3月4日——承德失陷，湯玉麟返承德後，與前方聯絡中斷，是日早7時復率部棄承德西逃，日軍第8師團派先頭部隊於午時不費一彈揚長進入承德；蔣介石為承德棄守致電張學良，指示「緊急處置，應以規定各部收容陣地與制止其後退，力圖反攻，冀挽頹勢」；日軍第14師團由凌源出發，進占冷口，3月6日晉軍第三十二軍商震部黃光華師將冷口奪回[2]:4339-4340。
- 3月5日——張學良據報湯玉麟放棄承德，召開軍分會緊急會議，急令古北口駐軍嚴阻逃軍入境，並令張作相、萬福麟等嚴守長城防線，會後張電請中國國民黨中央將熱河不戰而退之將領予以懲處，並下令通緝湯玉麟，同日何應欽亦電請中央將湯褫職嚴辦[2]:4340。
- 3月6日——晨，蔣介石由南昌乘機抵漢口，當晚轉車北上，楊永泰、何競武等隨行，蔣離開江西前將「圍剿」江西紅軍事宜令陳誠、賀國光負責；蔣介石致電楊杰轉示張學良、何應欽，指示反攻戰略：「以宋（哲元）部與萬（福麟）部全力出冷口，襲取凌源、平泉，以古北口各部反攻承德，則必得策。」，又電楊杰轉示宋哲元、商震、龐炳勳等將領，望「協同一致，力圖反攻，力圖反攻，以報黨國」[2]:4341。
- 3月7日——張學良電中國國民黨中央引咎辭職，略稱：「熱河之變，未逾旬日，失地千里，固有種種原因，釀成惡果，要皆學良一人誠信未孚，指揮不當，以致上負政府督責之殷，下無以對國民付托之重，戾愆叢集，百喙奚辭……應懇迅賜明令，准免本兼各職，以示懲儆。」[2]:4341
- 3月8日——蔣介石到達河北石家莊，何應欽由北平往見，張學良擬同行，蔣以「前方軍事吃緊，調度需人」拒絕，同日宋子文亦奉蔣召由上海到石家莊，預商張學良下野辦法；國民政府令：「熱河省政府主席湯玉麟，身膺邊疆重任，兼統軍旅，乃竟於前方軍事緊急，忠勇將士矢志抗敵之時，畏曲棄職，貽誤軍機，深堪痛恨。着即先行褫職，交行政院、監察院會同軍事委員會徹查，嚴緝究辦，以肅綱紀。」[2]:4342
- 3月9日——蔣介石召張學良在保定會晤，蔣先授意宋子文與張談去留問題，宋轉達蔣意：熱河失守，張守土有責，中央政府更責無旁貸，蔣也同樣受到國人攻擊，「正如兩人同乘一只小船，本應同舟共濟，但是目前風浪太大，如先下去一人，以避浪潮，可免同遭沉沒」，張只得接受辭職，下午4時蔣到保定與張晤面，准其去職；喜口峰戰役開始，第二十九軍第三十七師馮治安部旅長趙登禹奉令派王長海團為先鋒急行軍前往增援，王團組大刀隊500人，是夜分兩路潛入日陣地，趁日本軍酣睡，用大刀砍殺，雙方均受重大傷亡，次日拂曉日援軍四起，大刀隊始撤還[2]:4343。
- 3月10日——日軍服部旅團長令步兵第27聯隊一中隊及步兵第26聯隊山炮分隊、炮兵中隊增援喜峰口，在炮火掩護下由董家口、鐵門關等處攻占第二關門及兩側高地，第二十九軍除趙登禹率部趕至前線禦敵外，宋哲元又令第三十八師張自忠部、暫編第二師劉汝明部增援，趙登禹負傷，傷、亡營長各一員，中央軍第二十五師關麟徵部開到部署第二道防線，協同王以哲部第一一二師禦敵；張學良召于學忠、萬福麟、榮臻、王樹常、劉哲等東北軍要員會議說明辭職經過及原因，並宣布已與蔣介石商定軍事善後，將東北軍改編為四個軍，由于學忠、萬福麟、何柱國、王以哲分任軍長；國民政府任命馬麟兼青海省政府主席，任命郭任遠為浙江大學校長，原任程天放免職[2]:4344-4345。
- 3月11日——張學良通電下野，內稱：「此次蔣公北來，會商之下，益覺余今日之引咎辭職，即所以效忠黨國、鞏固中央之最善方法，故毅然下野，以謝國人。」，並表示「惟眷念多年袍澤，東北之健兒」，期望「中央俯察彼等勞苦」，「倘遇報國之機，加以使用，俾得為收復東北之效命，遂其志願，免於飄泊，於願斯足」；晨，日軍在喜峰口全線炮擊，第二十九軍趙登禹旅再次派隊繞敵後，占領日軍炮兵陣地，卸毁日軍大炮18門，燒毁輜重糧秣，砍斃日軍官兵數百名，在日本國內引起震驚；閻錫山到石家莊見蔣介石，商由山西調部分軍隊擔任察哈爾防務，交北平軍分會指揮調遣，翌日閻返太原[2]:4345-4346。
- 3月12日——國民政府明令准免張學良北平政務委員會常務委員兼代軍事委員會北平分會委員長職，派軍政部長何應欽兼代執行軍事委員會北平分會委員長職權，同日張離開北平飛上海，何到會接任；蔣介石由石家莊到保定坐鎮，羅文幹同行；日軍在喜峰口遭國軍沉重打擊後，未敢繼續進攻，下什始利用空中優勢以轟炸機四架對喜口峰、澈河橋陣地輪番轟炸[2]:4346。
- 3月13日——蔣介石電東北軍將士，略謂：「張代委員長所愛護之將士，皆中正之將士，愛護之責，決無二致」，勉以「一心一德，再接再厲，益矢服從」；劉峙到保定謁蔣介石，蔣令劉代理豫鄂皖三省「剿匪」總司令，胡適、丁文江、蔣夢麟、翁文灝等亦應蔣召到保定面謁[2]:4347。
- 3月14日——蔣介石為對日直接交涉事，派外交部長羅文幹在北平征求英、美、法、意等國使節意見，各使均表反對，是晨羅偕蔣作賓到保定向蔣介石報告，商定對日直接交涉暫取慎重態度，翌日羅由北平返南京[2]:4347-4348。
- 3月15日——國民政府任命王樹常為北平戒嚴司令，邵文凱、鮑毓麟為副司令；應欽遵蔣介石指示，對華北軍重新編組，撤銷華北軍總司令部，所有準備參戰部隊統歸北平軍分會指揮，並對原軍事序列及任務作相應調整；河北省政府主席于學忠到保定謁蔣介石報告灤榆間防務等問題[2]:4348-4349。
- 3月16日——日軍因攻喜峰口未得逞，武藤親自到承德調度，變更戰略部署，改由中路突破羅文峪、龍井關，西路攻馬蘭關、紅山口，東路攻冷口、界嶺口；日軍退至長城線，雙方相持至4月中旬[2]:4349。
- 3月17日——汪精衛由德國返國抵達上海，宋子文等百餘人往迎，褚民誼持林森促汪返京復職親函迎汪，同日宋電中央及各部、會停止代理行政院院長職；孔祥熙到保定謁見蔣介石報告歐美考察實業情形，3月18日到北平，3月21日隨宋哲元赴前方代蔣勞軍[2]:4350-4351。
- 3月18日——青海省政府主席馬麟與省政府委員黎丹、馬步芳、李乃棻、張心一等通電表示願率邊疆各族健兒，齊赴國難；僑商胡文虎滙款一萬元並運送永安堂萬金油等藥30箱交北平軍分會救濟前方軍民[2]:4351-4352。
- 3月19日——宋哲元、龐炳勳、秦德純應蔣介石召到保定商隊務，蔣允對宋部補充軍費[2]:4352。
- 3月20日——山東省政府主席韓復榘到保定謁見蔣介石報告山東省軍政，當日經北平返濟南[2]:4352。
- 3月21日——何應欽派鮑文樾代榮臻任北平軍分會辦公廳主任[2]:4353。
- 3月22日——中國國民黨中政會通過設立救國飛機捐款籌辦委員會，朱培德、朱家驊等20餘人為委員，汪精衛任主席；第四十四師蕭之楚部奉命北上抗日，是日開抵北平市郊[2]:4353。
- 3月23日——中國國民黨中常會決定派孫科、顧孟餘赴上海敦勸汪精衛復職[2]:4353。
- 3月24日——蔣介石偕楊永泰等由保定到北平，召何應欽、蔣伯誠、楊杰、王樹常等開軍事會議聽取各方軍事報告，楊杰要求蔣介石調部增援長城各口，蔣指示要以㺺有兵力抵抗，不能希望增加援軍，當晚蔣返保定[2]:4354。
- 3月25日——孫科、顧孟餘到上海敦勸汪精衛復行政院長職，汪允入南京商量，當晚汪偕孫赴南京；北平軍分會委張煥相兼北平市防空司令[2]:4355。
- 3月26日——蔣介石上午返抵南京，下午與汪精衛商談今後內政、對日方針，並敦勸汪復職[2]:4355。
- 3月27日——中國國民黨中央黨部舉行重要會議，蔣介石、汪精衛、林森、居正、于右任、宋子文、戴季陶、孫科、陳果夫、葉楚傖、李烈鈞等30餘人出席，蔣介石報告華北軍事情況，于右任、孫科提統一全國軍事案，李烈鈞提建設國防與改革內政案，因李案着重於開放政權與集中全國力量禦侮，以事關重大，決定交中常會「從長縝密討論」[2]:4355。
- 3月28日——國民政府令派第六師師長趙觀濤為第八軍軍長，第六師副師長周碞升任師長[2]:4357。
- 3月29日——蔣介石返回南京後與汪精衛密商對日方針與「剿匪」問題，確定汪復職主持對日交涉，蔣負責全力「剿匪」，是日召開中國民黨中政會議，蔣介石、汪精衛、林森、于右任、戴季陶、孫科等50餘人出席，汪精衛表示復行政院長職，翌日汪向中常會銷假到院視事[2]:4357。
- 3月30日——北平軍分會任蕭之楚為第二十六軍軍長，是日蕭在三河縣就職[2]:4358。

### 4月
- 中國國民黨中央通迅社香港分社建立，在香港正式發送新聞稿[2]:4381。
- 4月1日——日軍攻長城各口未得逞，轉攻灤東，守軍何柱國部第一一五師退守海陽鎮、平頂山、亮甲山一帶[2]:4359。
- 4月5日——國民政府令行政、立法、監察院自4月6日起所有公私款項之收付及一切交易須一律改用銀幣，仍用銀兩者在法律上無效，凡本日以前原訂以銀兩收付者，應以規定銀七錢一分五厘折合銀幣一元為標準，概以銀幣收付，如發生爭執，各司法機關應將以銀兩收付之請求駁斥；蔣介石以江西告急，4月4日由南京乘鑑赴江西，是日抵南昌；財政部長兼中央銀行總裁宋子文在財政預算和對日方針上與蔣介石分岐加深，被迫提出辭職，是日中國國民黨中政會准宋子文辭中央銀行總裁兼職，任命孔祥熙為中央銀行總裁[2]:4362。
- 4月6日——國民政府任命孔祥熙為中央銀行總裁，4月15日孔就職[2]:4364。
- 4月8日——國民政府令：暫行兼代貴州省政府主席猶國才毋庸兼代，任命王家烈為貴州省政府主席[2]:4365。
- 4月10日——蔣介石在南昌舉行之擴大紀念周上演說，稱：「抗日先必剿匪，征諸歷代興亡，安內始能攘外。在匪未肅前絕不能言抗日，違者即予最嚴厲處罰。」；國民政府軍事委員會懲處在宜黃、東陂一帶「圍剿」失利長官：中路軍總指揮陳誠「驕矜自擅，不遵意圖」，降一級，記大過一次；第五軍軍長羅卓英「指揮失當，決心不堅」，革職留任，第十一師師長蕭乾「驕矜疏忽」，記大過一次[2]:4366。
- 4月11日——蔣介石以華北垂危，為求對日妥協，擬委其盟兄、前外交部長黃郛主持華北政務，是日電邀黃到南昌晤談，次日黃電覆「容稍事摒擋再行」，4月14日電詢黃「能否以私人名義赴北方襄助」，黃經向政學系張群、楊永泰等徵詢意見後決定受任，4月24日由上海偕張群赴江西晤蔣；張學良按蔣介石出洋考察之安排，是日從上海乘輪赴意大利，顧問端納及眷屬等18人隨行[2]:4367。
- 4月12日——新疆「四一二政變」發生，新疆迪化城防指揮白毓秀、迪化縣長陶明樾、督辦公署參謀陳中、航空隊長李笑天及白俄歸化軍團長安東諾夫等人密議倒金樹仁，金樹仁越督辦公署後墻逃出，劉文龍為臨時省政府主席，督辦公署參謀長兼前敵總指揮盛世才聞報率部返迪化，是為第一次「新變」[2]:4367-4368。
- 4月13日——喜峰口失陷，宋哲元部第三十七、三十八師各一部以腹背受敵，是日奉何應欽命放棄喜峰口，撤往通州以東沿運河布防；金樹仁在市郊調兵向迪化反撲，盛世才率部抵廸化近郊，占城北要地擁兵觀望，金見大勢已去，遁昌吉，4月24日在塔城提取省府存塔城公款黃金1,270兩後通電下野[2]:4368-4369。
- 4月13日——盛世才率部入迪化城，臨時軍事委員會撤銷，推盛世才任臨時督辦，劉文龍、盛世才向省內各區通電就職；何應欽電令第五十七軍何柱國部、第五十三軍代軍長楊正治部主力向灤西撤退，當晚楊軍翁照垣師全部退守灤西，4月15日夜何軍逐次由昌黎開始撤向灤西[2]:4369。
- 4月15日——何應欽下令駐秦皇島守軍撤退，士兵大哭，不肯退卻，在軍官用機槍威脅下被迫傍晚撤出，暫集昌黎，是晚游秦皇島海面之日海軍陸戰隊遂登陸占秦皇島[2]:4370。
- 4月16日——國民政府令派宋子文參加美國總統羅斯福召集之經濟談話會；蘇聯人民外交委員會副委員加拉罕向日駐蘇大使太田提交抗議，指責日本、「滿洲國」在中東路損害蘇聯權益；蔣介石分別致電黃紹竑、何應欽，謂國軍應速構築平、津最後決戰線[2]:4370。
- 4月17日——昌黎失陷，喜峰口日軍陷灤陽城，何柱國部騎兵第金十四團守軍最後撤退灤西，與日軍隔河對峙[2]:4371。
- 4月18日——國民政府命令撤銷東北交通委員會[2]:4371。
- 4月19日——蔣介石電何應欽，指示趕築平津防線，電謂：「預備二道防線，應如計趕築，而最後防線似以三角淀為左翼依托點，由楊柳青經楊村，通縣至懷柔，或左翼固守密雲。」；要求「應最速著手，並限期半月完成；蔣介石任命衛立煌為豫鄂皖邊區「清剿」總指揮，經扶、潢川、商城、羅山各地部隊概歸其節制，4月23日衛就職[2]:4372。
- 4月20日——日本關東軍司令官武滕令日軍退出灤東，事緣昭和天皇恐日軍越長城進犯河北省境將引起國際糾紛，4月19日就此事詰問日軍部參謀次長真崎甚次郎，是日武滕遂電日軍撤出灤東[2]:4373。
- 4月21日——國民政府任命王世杰為教育部部長，原任翁文灝辭職照准[2]:4375。
- 4月22日——蔣介石電何應欽、黃紹竑，指示對付日軍進犯平、津「應作最後准備，且以最後抵抗線工事與平城內復廓應最先著手。萬一倭有取平津之徵象發現，則准將古北口方面之精粹陸續秘密抽入北平城中，以為背城借一之計」[2]:4375。
- 4月23日——灤東日軍開始撤走，留下偽軍李際春、程國瑞等部駐守[2]:4375。
- 4月24日——何應欽電令第三十二軍商震部由灤河地區向平谷、三河、通縣一帶撤退，以防日軍由興隆、古北口南侵；國民政府特派李儀祉為黃河水利委員會委員長，王應榆為副委員長，原任朱慶瀾、李協免職；甘肅紅水縣改名景泰縣，是日國民政府指令行政院准予備案[2]:4376。
- 4月25日——第五十七軍何柱國部趁日軍向長城線撤退跟踪前進，何應欽恐日軍回擊，是日電令何「至多占領昌黎後，可暫行停止前進」；黃郛在南昌晤蔣介石，蔣說明個人無力同時應付「剿共」軍事與華北危局，要求黃擔任負華北黨政軍重任，以籌統一之效，黃鑒於自己既非中國國民黨員，且軍事已有何應欽主持，僅應允負責對日交涉及華北政務[2]:4377。
- 4月26日——蔣介石在南昌召集四川各軍駐南京代表會議，劉湘、劉文輝、田頌堯、鄧錫侯、劉存厚分別派代表出席，蔣介石要求川中各軍全力「剿匪」，限期肅清後再談出兵抗日，4月30日結束，各代表分電各川軍首領報告蔣所授旨意[2]:4378。
- 4月27日——蔣介石電令豫鄂皖三省剿匪總司令部，任湖北清鄉督辦徐源泉兼任鄂西「剿匪」總指揮，毗連鄂西之湖南省團隊及鄂西駐軍均歸其指揮，5月26日徐在江陵就職[2]:4378。
- 4月28日——國民政府令派黃慕松為新疆宣慰使，翌日黃赴南昌向蔣介石請示處理「新變」方針[2]:4379。
- 4月29日——蔣介石以第四次「圍剿」以來迭次遭受巨創，手令劉峙、陳誠要求各將領「運用其智慧，振作其士氣，不限時日，不定地區，相機應變，因地制宜」，「在《孫子吳子兵略問答》中研究明澈」；國民政府任命樊崧甫為第七十九師師長，原任王錦文辭職照准[2]:4380。
- 4月30日——何應欽令第五十九軍傅作義部開往昌平集結，以備接替第十七軍防務，傅作義立即率部開撥，於次日下午4時前全部抵達昌平[2]:4380。

### 5月
- 5月1日——國民政府特派陳濟棠為贛粵閩湘鄂「剿匪」軍南路總司令、白崇禧為副司令、蔡廷鍇為前敵總指揮，何鍵為贛粵閩湘鄂「剿匪」軍西路總司令，劉峙為贛粵閩湘鄂「剿匪」軍北路總司令，劉鎮華為豫鄂皖邊區「剿匪」軍總司令，5月3日中國國民黨中政會通過上述任命之追認及各路司令部暫行組織大綱，5月6日國民政府核准施行[2]:4381-4382。
- 5月2日——國民政府令免福建省政府主席兼邊防督辦金樹仁本兼各職，着即來南京，另候任用，黃慕松由江西返南京作赴新疆準備[2]:4382。
- 5月3日——國民政府軍事委員會以獨立三十六旅旅長戴岳在江西「剿匪」有功，升任為第四十六師師長[2]:4383。
- 5月4日——國民政府依中國國民黨中政會決定，設立行政院駐平政務整理委員會，令派黃郛、黃紹竑、李石曾、張繼、韓復榘、于學忠、徐永昌、宋哲元、王伯群、王緝唐、王樹翰、傅作義、周作民、恩克巴圖、蔣夢麟、張志潭、王克敏、張伯苓、劉哲、張厲生、湯爾和、丁文江、魯蕩平為委員，指定黃郛為委員長，撤銷北平政務委員會；國民政府任命傅作義、孫殿英、吳光新、魏宗瀚、秦德純、門致中為軍事委員會北平分會委員；國民政府任命邵力子為陝西省政委員兼主席，原任楊虎城免職，任命朱紹良為甘肅省政府委員兼主席，原任邵力子免職；白崇禧電國民政府請辭「剿匪」軍南路副總司令職，5月6日國民政府復電慰留，5月8日白崇禧再電請辭[2]:4383。
- 5月7日——四川內戰再起，川軍第二十四軍軍長劉文輝以第二十八軍軍長鄧錫侯上年居中策動二劉之戰，停戰後又阻第二十四軍回駐成都，遂舉兵攻鄧[2]:4386。
- 5月8日——國民政府令派劉存厚為第二十三軍軍長，蕭之楚為第二十六軍軍長；宋子文5月6日抵華盛頓，是日起開始與美國總統羅斯福會談[2]:4387。
- 5月9日——日軍占盧龍，翁照垣退灤西，日軍占領灤東各地，中日兩軍復成隔河對峙狀態[2]:4388。
- 5月10日——湖北省蔪水縣改名浠水縣，國民政府指令行政院准予備案[2]:4388。
- 5月11日——湖北省增設禮山縣，由黃陂、孝感、黃安、羅山等縣析置，是日國民政府指令行政院准予備案[2]:4389。
- 5月12日——日軍渡灤河西攻；張學良在羅馬謁見意大利首相墨索里尼[2]:4389-4390。
- 5月14日——黃郛由上海啟程北上，5月15日黃到南京與孫科、居正、羅文幹、陳果夫、葉楚倫等人交換意見後渡江北行[2]:4392。
- 5月15日——國民政府任命第八十五旅旅長李漢章為第七十四師師長，原任喬立志免職[2]:4393。
- 5月16日——日軍占唐山，開灤礦停工，何柱國部撤至盧龍等地；行政院會議通過任命劉鎮華為安徽省政府委員兼主席，原任吳忠信准辭本兼各職[2]:4393。
- 5月17日——下午黃郛抵北平，經與何應欽磋商後電召宋哲元、商震、龐炳勳、何柱國等到北平會商[2]:4394。
- 5月18日——蔣介石電促何鍵從速組西路軍總部，即就西路總司令職，西路軍經蔣定為3個縱隊，共14個師2個旅[2]:4395。
- 5月19日——國民政任命戢翼翹、胡毓坤、鄒作華、張煥相、高維岳、劉尚清為軍事委員會北平分會委員，派何其鞏為行政院駐平政務整理委員會秘書長，王樹翰、王克敏分別兼任行政院駐平政務整理委員會政務、財務處主任[2]:4396。
- 5月20日——蔣介石電示何應欽：如日軍進攻平、津時，「應即通知各國公使遷移駐地，並聲明各國在平損失應由日本負責」，又電示何：如日方要在前方協商，「則萬不可行」[2]:4397。
- 5月21日——軍事委員會委員長南昌行營成立，下設三部四廳，軍務、機要、軍機三部主任分別由熊式輝、楊永泰、賀國光擔任，作戰、諜報、團隊編練、黨政四廳主任別由賀國光（兼）、晏勳甫、劉興、朱懷冰擔任，楊永泰兼任秘書處長，贛粵閩邊區剿匪軍總部結束，5月23日停止辦公；午夜，汪精衛電北平當局，表示「我軍應付方案，政府實難遙制」，授權何應欽、黃紹竑、黃郛「便宜處置」[2]:4398-4399。
- 5月22日——北平軍分會通令各部撤兵，集中平郊，任徐庭瑤為北平城防司令軍政首腦機關作撤出北平之準備，三河、寶坻、密雲日軍分別占領香河，進逼通縣、牛欄山，北平陷入日軍三面包圍之中；日參謀本部電令武滕轉告板垣征四郎𠲿天津特務機關工作，催促武滕進行停戰談判，並指示簽訂停戰協定後日軍撤回「滿洲國」境，但對長城古北口、喜峰口、冷口、山海關均須保留進駐權利；汪精衛電黃郛，指示與日方謀停戰，「除簽字於承認偽國，割諒四省之條約外，其它條件皆可答應」；晚12時，黃郛偕李擇一至日使館武官藤原喜代門宿舍與中山、永津、藤原會談，永津根據武藤電令，擅自增加「今後不准一切之挑戰行為」及陣前求和等內容，提出停戰條件四條，黃郛一一接受，翌晨2時談判結束，4時30分黃郛至軍分會與何應欽、黃紹竑、張群、熊斌等商議後由何答覆中山，表示對四項條件完全接受[2]:4399-4400。
- 5月23日——蔣介石致電何應欽，指示作守城之計，內稱：「此時人心惶惶，全在主將主宰在心，北平非死守不可」，「非至最後時不宜輕離北平。」；何應欽、黃郛、黃紹竑聯電蔣介石、汪精衛報告與日方商談停戰情況及其條件，認為：「熟權利害輕重，與其放棄平、津，使傀儡資以組織偽政府，陷華北於萬劫不復，何若協商停戰，保全華北，徐圖休養生息，以固黨國之根基，較為利多害少。」，汪即覆電表示支持[2]:4401。
- 5月24日——蔣介石自牯嶺就停戰條件電覆何應欽、黃郛、黃紹竑，表示「事已至此，委曲求全，原非得已，中正自當負責」，但認為「形諸文字，總以為不妥」，要求簽訂正式條款時避免東三省、熱河字樣雜見其中；國民政再次召開國防會議討論停戰談判問題，決議要點為：「與對方商洽停戰，以不用文字規定為原則，如萬不得已，只可作為軍事協定，不涉政治，其條件需經中央核准。」，汪精衛將此內容電告何應欽、黃郛，並說明：「此為中央自負責任。」；何應欽、黃郛召軍政重要人員會議決定派軍分會高級參謀徐祖詒（燕謀）為軍使，到密雲日關東軍第八師團司令部陣前求和[2]:4401-4402。
- 5月25日——軍使徐祖詒由日本使館永津、藤原二武官陪同往密雲日軍第八師團司令部陣前求和，徐與永津簽訂「覺書」，當日徐返北平，何應欽、黃郛、黃紹竑等人集議，決定派參謀本部廳長熊斌（臨時加北平軍分會總參議銜）為正式談判代表，並決定派黃紹竑赴廬山向蔣介石作詳細報告；北平軍分會電令前方各部依「覺書」規定線撤退，「以免資對方口實」，同日日本關東軍司令官武滕令各軍停止戰鬥行動（日本參謀本部稱：關內作戰日軍死163人，傷838人）；汪精衛電告何應欽、黃郛本日南京國防會議情況稱：前方停戰談判已經開始[2]:4402-4403。
- 5月26日——馮玉祥組成察哈爾民眾抗同盟軍，紅吉鴻昌、宣俠父等人推動，是日馮在張家口通電就任察哈爾民眾抗日同盟軍總司令職；馮玉祥以原察哈爾省政府代主席仵庸及各廳長紛紛離開張家口往北平，是日委佟麟閣暫代察哈爾省政府主席，派吉鴻昌任察哈爾省警備司令，張礪生任副司令；蔣介石電黃郛，贊揚其對日妥協稱：「忍辱負重，臨難不苟，固佩公忠，尤見交誼。」[2]:4404
- 5月27日——蔣介石電令廣東、廣西、福建當局將北上沆日部隊改調入江西「剿共」[2]:4406。
- 5月29日——晚，黃紹竑抵廬山，即向蔣介石、汪精衛等人詳細報告華北軍事情況及北平軍分會與日方交涉停戰所作處置，蔣、汪贊同華北當局所作決定[2]:4407。
- 5月31日——中日簽訂《塘沽協定》，11時10分中國代表在一字不改下正式簽署[2]:4408-4409。

### 6月
- 6月1日——軍事委員會北平軍分會召開臨時會議，何應欽、商震、萬福麟、宋哲元、龐炳勳、蔣伯誠等出席，熊斌、錢宗澤等列席，由熊斌報告塘沽會談簽訂停戰協定經過，與會人員傳閱協定原文後討論華北各部隊歸還建制、調整防區及移防等問題[2]:4412。
- 6月8日——國民政府任命王東原為第十五師師長[2]:4418。
- 6月12日——國民政府任命薛岳為第五軍軍長，劉祖先為第五軍副軍長，羅卓英為第十八軍副軍長；國民政府指令行政院將甘肅東樂縣改名民樂縣[2]:4420-4421。
- 6月15日——蔣介石核准任孫殿英為青海西區屯墾督辦，是日何應欽電孫徵求其同意，孫即電該軍駐平辦事處向何表示「遵命」，並要求早日頒發開拔命令[2]:4423。
- 6月16日——國民政府任命袁良為北平市市長，原任周大文辭職照准，6月21日袁就職視事[2]:4423。
- 6月17日——行政院駐平政務整理委員會正式成立[2]:4424。
- 6月21日——北平軍分會任龐炳勳為察哈爾省「剿匪」司令，以對付抗日同盟軍[2]:4428。
- 6月22日——蔣介石命張印相任第四十二軍軍長[2]:4428。
- 6月25日——行政院駐平政務整理委員會調天津市長周龍光為該會參事，令于學忠兼任天津市長[2]:4430。
- 6月26日——國民政府令：派孔祥熙為中國國貨銀行董事長[2]:4431。
- 6月27日——國民政府令：派孫殿英為青海西區屯墾督辦[2]:4431。
- 6月29日——北平軍分會宣布成立華北戰區接收委員會，于學忠任委員長[2]:4432。
- 6月30日——蔣介石籌辦廬山軍官訓練團，是日電訓練總監部兼代總監朱培德[2]:4433。

### 7月
- 7月1日——中華蘇維埃共和國臨時中央政府發布《關於「八一」紀念運動的決議》，決定自1933年起，每年8月1日南昌暴動紀念日為中國工農紅軍紀念日[2]:4434。
- 7月2日——華北戰區接收委員殷同、雷壽榮、薛之珩在大連與日本關東軍參謀副長岡村寧次、參謀喜多誠一開始會談接收戰區及改編軍等問題[2]:4435。
- 7月3日——黃郛電蔣介石報告大連會談情況：一切交涉，決定按兩原則進行：「（一）除停戰協定系正式簽字外，餘均口頭商榷：（二）對手方為日軍，商談地（方）不越舊時南滿鐵路區域。」，並稱：談判偽軍收編已有相當進步，交通恢復「先試通至唐山，然後再由唐山推進至灤州」；國民政府任命鄒洪為第四十三師師長，原任代師長劉紹先免職，任陶廣為第六十二師師長[2]:4435。
- 7月7日——國民政府特派劉湘為四川「剿匪」總司令，所有川中各軍悉歸節制；國民政府令准免湖北省政府委員兼主席夏斗寅本兼各職，遺缺由張群繼任[2]:4438。
- 7月10日——國民政府以黃慕松出差新疆，派葛敬恩代理參謀本部次長，以徐培根繼葛敬恩任軍政部航空署長[2]:4440。
- 7月19日——國民政府令派劉建緒任贛粵閩湘鄂「剿匪」軍西路第一縱隊司令，何鍵兼第二縱隊司令，陳繼承任第三縱隊司令，郭汝棟任第三縱隊副司令[2]:4447。
- 7月22日——張學良為考察歐美各國軍事組織，是日由意大利抵法國巴黎，7月30日飛抵英國倫敦[2]:4450。
- 7月24日——國民政府令准張繼辭行政院駐平政務整理委員會委員職，陸軍第三十一師師長張印相「鼓動舊部，違抗命令」，著即免職查辦[2]:4450。

### 8月
- 8月1日——汪精衛、孫科、顧孟餘、陳紹寬、朱家驊、曾仲鳴等自廬山返抵南京，汪在中國國民黨臨時中政會報告廬山會議經過[2]:4456。
- 8月2日——國民政府派王星拱代理國立武漢大學校長[2]:4457。
- 8月4日——廬山軍官訓練團第一期學員畢業，蔣介石演講《革命軍人成功立業之道——向最危險道路急進》[2]:4458。
- 8月5日——馮玉祥通電宣布即日起「忍痛收束軍事」，要求政府令宋哲元回察哈爾省接收一切；並表示「抗日雪恥之念，愈挫愈堅，一息尚存，此志不渝」[2]:4458。
- 8月7日——蔣介石、汪精衛聯名電馮玉祥，促其離開察哈爾入南京，以便宋哲元「得以自由接收察省一切軍政」，8月9日馮覆電拒絕[2]:4459。
- 8月9日——馮玉祥撤銷抗日同盟軍總部，宋哲元派秦德純、過之瀚等到張家口接收察哈爾省民政、財政兩廳，馮治安部由宣化開入張家口，第四十一軍軍部由沙城移駐宣化；國民政府令：贛粵閩湘鄂「剿匪」軍各路總司令部業經先後成立所有贛粵閩邊區「剿匪」總司令部應即撤銷；國民政府任命彭位仁為第十六師師長[2]:4460。
- 8月11日——汪精衛偕鐵道部長曾仲鳴到廬山，與蔣介石、黃郛等商談華北戰區善後、軍隊整編及結束察事等問題，8月14日返南京；宋哲元電蔣介石任龐炳勳為察哈爾省政府主席，次日蔣電覆仍令宋主察哈爾[2]:4461。
- 8月12日——中華蘇維埃共和國臨時中央政府在瑞金召開中央蘇區南部17縣經濟建設工作會議，毛澤東作題為《粉碎五次「圍剿」與蘇維埃經濟建設任務》的報告；宋哲元偕蔣伯誠、龐炳勳等進駐張家口，隨即到新村謁見馮玉祥，馮玉祥表示已不過問察事，宋即通電中央及各省、市黨部報告進駐張家口[2]:4462。
- 8月13日——「蒙軍」李守信部是日午占領多倫[2]:4462。
- 8月14日——馮玉祥離開張家口，宋哲元、秦德純等陪行，下午車抵北平，汪精衛代表傅汝霖、何應欽代表劉健群、黃郛代表何其鞏到站迎候，傅遵國民政府旨意，促馮去南京就訓練總監或全國林墾督辦或黃河水利委員會委員會職，遭馮拒絕，次日到達濟南，8月17日由濟南到秦山[2]:4463。
- 8月16日——北平軍分會決定察省善後辦法四項：一、改編察省雜軍為18個團，二、任方振武為北平軍分會委員，三、吉源昌、孫良誠仍任上將參議原職，四、張礪生部槍支皆得自地方，應照數發還，吉鴻昌、方振武反對收編，將所部改稱「抗日討蔣軍」，同日方振武在張北通電出任代理總司令職[2]:4464。
- 8月17日——黃郛由九江赴上海，8月20日在上海出席新中國建設學會歡迎會，詳述華北停戰經過，並謂：中國之出路只在「求己」二字，「既往必須各具責己之心，以後尤須同抱求己之志」[2]:4464。
- 8月22日——劉湘部占雅安，劉文輝敗退天全、榮經、漢源一帶，劉湘聲言須將冷寅東、夏首勳兩部解決方能停止戰事，冷、夏遂先後離開隊伍，冷建議劉湘部隊到名山之線，俾劉文輝仍回雅安，雙方停止軍事，派員從長協商善後，二劉雙方均表同意，至此，從1918年以來四川軍閥據地為雄、互相爭奪之長期混戰局面告一段落[2]:4466-4467。
- 8月23日——國民政府令派孫連仲兼任第四十二軍軍長，田鎮南任副軍長[2]:4467。
- 8月26日——孫良誠自張家口通電宣布「即日解甲歸田」，所部改隸察哈爾省政府；方、吉部由張北撤出後，方開獨石口，吉鴻昌、宣俠父、張慕陶等是日在張北縣北面二泉井集結，召開中共前線委員會擴大會議，批判張慕陶散布「聯日反蔣」主張，堅持抗日路線，改組抗日路線，改組革命軍事委員會，推吉鴻昌任抗日同盟軍總指揮，決定西開入太行山，當晚開拔經大青溝時被張凌雲部包圍，吉率部突圍往商都[2]:4469-4470。

### 9月
- 共產國際駐中共軍事顧問李德從上海到達中央蘇區[2]:4487。
- 9月1日——黃河水利委員會在南京成立[2]:4473。
- 9月4日——吉鴻昌率部越商都西行，為晉軍趙承綬部所阻，遂東趨獨石口謀與方振武部會合，宋哲元命張凌雲、乜玉嶺、趙登禹部三路圍堵；國民政府令派周渾元為第三十六軍軍長[2]:4474。
- 9月11日——國民政府任霍揆彰為第十四師師長[2]:4477。
- 9月20日——方振武、吉鴻昌兩部經懷柔之長園口入河北境，是日方振武一部入懷柔城[2]:4480。
- 9月21日——國民政府令派王用賓為高等考試委員會委員長[2]:4481。
- 9月22日——日本關東軍總特務機關多倫設置察東特別自治區行政長官公署，偽蒙古軍司令李守信任行政長官，是日李通電到任；蔣介石由廬山到南昌，設「匪區」黨務處；國民政府免戴戟淞滬警備司令本職，遺缺派吳鐵城暫兼[2]:4482。
- 9月23日——吉鴻昌率部抵懷柔與方振武部會合，方振武一部進占牛欄山，準備襲擊北平；國民政府特派蔣鼎文為贛粵閩湘鄂「剿匪」軍北路前敵總指揮；國民政府任命裴昌會為第四十七師師長[2]:4482。
- 9月24日——方振武部在牛欄山附近與駐軍第二師發生戰鬥，日軍1個連到密雲，將地方保安隊繳械[2]:4483。
- 9月26日——蔣介石在南昌連日召見各軍將領商「剿匪」軍事，是日午親赴前方視察指揮；吉鴻昌部進占湯山東之牛坊及昌平茶塢，方振武部進占高麗營，在高麗營附近與國軍第二十五師戰鬥，何應欽急調西苑、南苑駐軍開往順義等地[2]:4483。
- 9月27日——方振武、吉鴻昌部向大、小湯山轉移，北平軍分會令萬福麟、商震、徐庭瑤率部分三路堵擊[2]:4484。
- 9月29日——方振武、吉鴻昌部欲回師獨石口，北平軍分會令駐察龐炳勳部、駐延慶關麟徵部堵擊[2]:4486。

### 10月
- 10月1日——汪精衛在上海晤黃郛，促其北返，黃允即日程，並電告蔣介石，當晚汪、黃離開上海往南京；上海華通商業儲蓄銀行受時局影響，兼營公債失敗，是日倒閉，虧空70餘萬，該行兼營之乾元錢莊亦隨之倒閉[2]:4487-4488。
- 10月2日——下午，方振武、吉鴻昌部大舉進攻昌平縣城，激戰一畫夜[2]:4488。
- 10月3日——國民政府令准劉峙辭贛粵閩湘鄂「剿匪」軍北路總司令職，遺缺派顧祝同繼任；國民政府明令改組江蘇省政府，原省政府委員兼主席顧祝同免本兼各職，任陳果夫為省政府委員兼主席；黃郛北返途經泰安，偕馬伯援訪晤馮玉祥於泰山，黃語馮：「安定華北，冀國人知恥雪恥，遠效吳越，近效德法，孰知國人並不了解，毫無覺悟，真是痛心。」，馮答謂：「現在的困難還不是國人自招？……現在的社會只有利害，無有是非。」；美國女作家賽珍珠到達到上海，翌日在上海著作家協會上演講《新愛國主義》[2]:4489。
- 10月4日——全國經濟委員會通告成立，汪精衛、孫科、宋子文就常委職；黃郛抵北平，接見記者談華北財政；方振武、吉鴻昌部分兩路在湯山及高麗營一帶與東北軍萬福麟部戰鬥，翌日午高麗營戰事稍停，湯山仍繼續戰鬥；劉湘在成都宣誓就任四川「剿匪」總司令，何成濬代表蔣介石監誓[2]:4489-4490。
- 10月5日——中國國民黨中常會以「方振武假借名義，糾集散兵，抗命竄擾，行同流寇，實屬目無法紀」，決議免方振武國民政府委員並送中央監察委員會「嚴議處分」，並補任陳立夫、黃復生為國民政府委員[2]:4490。
- 10月6日——中國國民黨中央監察委員會常委臨時會議決議開除方振武黨籍，移中央執行委員會通過執行[2]:4491。
- 10月7日——行政院駐平政務整理委員會派陶尚銘為灤榆區行政督察專員，殷汝耕為薊密區行政督察專員[2]:4492。
- 10月8日——方振武派政治部主任郭雲龍往北平洽商和平解決辦法，翌日郭抵北平見何應欽，何要求方離開部隊，將所部調指定地點由軍分會改編，郭即將何意電告方，10月11日方覆電希望本人不離開軍隊，何應欽即令關麟徵、萬福麟對方、吉部再行攻擊[2]:4492。
- 10月12日——方、吉聯軍因迭遭中央軍及日軍堵擊，內部動搖，方部軍長王中孚力主投降，吉鴻昌堅決反對，方、吉部隊統由吉率領經板橋村過牛欄山東走，行至白河被河東日軍所阻，遂折南到達順義以西杜林莊一帶[2]:4494-4495。
- 10月14日——汪精衛偕曾仲鳴、唐有壬赴廬山與蔣介石商宋子文辭職及「剿匪」軍費、福建政局等問題，翌日離開廬山回南京[2]:4496。
- 10月16日——方振武、吉鴻昌兩部連日受中央軍及日軍圍擊，飛機轟炸，傷亡慘重，是日北平軍分會派北平慈善團體代表劉砥泉等4人到戰地晤方、吉，促其罷兵，日軍限其下午3時前退出戰區，方、吉被迫派代表米文和隨劉砥泉等到順義第三十二軍商震部洽商解決辦法，商震向何應欽請示，得答覆如下：一、衛隊給資5,000元遣散，二、軍隊交方、吉部將領李德新等暫行統率，三、保障方、吉安全，下午4時半方、吉通電申述抗日經過及不得已離軍之苦衷，旋被押解北平，二人中途脫逃，吉避入天津租界，方則輾轉流亡國外，所部6,000人餘被繳械，抗日同盟軍至此完全失敗[2]:4496。
- 10月17日——蔣介石開始實行對蘇區第五次「圍剿」，是日頒發行動綱要及「圍剿」計劃，指示各「進剿」部隊遵照「戰衠守勢，戰略攻勢」、「步步為營，穩扎穩打」之原則；國民政府令：派黃紹竑巡視內蒙各盟旗，派蒙藏委員會副委員長趙丕廉協助，派張培元為新疆邊防幫辦[2]:4497。
- 10月20日——黃紹竑由南京前往內蒙視察[2]:4499。
- 10月22日——蔣介石調整南昌行營機構，將原四廳並為兩廳，第一廳司軍事，賀國光任廳長，第二廳司黨、政、經濟，楊永泰兼任廳長，另設辦公廳，由熊式輝兼任主任，夏斗寅為總參議[2]:4500。
- 10月26日——國民政府任命原第八十七師副師長宋希濂為第三十六師師長[2]:4502。
- 10月27日——黃紹竑、趙丕廉離開北平抵張家口，與在察內蒙王公晤談[2]:4502。
- 10月29日——中國國民黨中政會決議宋子文辭財政部長職，由孔祥熙繼任，並於同日經國民政府明令公布，至宋請辭全國經濟委員會常委職，則予慰留，同日中國國民黨中常會決議准宋辭行政院副院長職，選孔祥熙繼任，並選任宋為國民政府委員，會後蔣返南昌[2]:4503。
- 10月31日——黃紹竑派內政部警政司長李松風等攜改革內蒙行政系統方案至百靈廟晤德王、雲王，並安排黃紹竑入蒙[2]:4504。

### 11月
- 11月2日——國民政府令免朱培德軍事委員會第三廳主任兼職，遺缺以楊端六繼任[2]:4505。
- 11月8日——國民政府令：派鄧寶珊為新編第一軍軍長[2]:4508。
- 11月9日——國民政府令：派李松崑為第三十軍副軍長，任命馮安邦為第二十七師師長，准李調生辭財政部常務次長職[2]:4509。
- 11月12日——「東土耳其斯坦伊斯蘭共和國」建立，和加牙孜任「總統」，沙比堤任「國務總理」，首都喀什，翌年2月在新疆軍閥混戰中瓦解[2]:4511。
- 11月13日——行政院將漢蒙合壁文字之布告派員交黃紹竑分發各盟旗，同日黃、趙與雲王、德王在百靈廟續談，仍無結果；國民政府以第八十師師長李思愬「調度無方」免職，遺缺由副師長陳明仁代理[2]:4511-4512。
- 11月14日——國民政府任唐雲山為第九十三師師長[2]:4512。
- 11月17日——內蒙自治談判因黃紹竑對德王派力量進行分化瓦解，德王處境孤立，是日黃將德王方案退還，並揚言翌日返綏，以示談判破裂[2]:4513。
- 11月18日——內蒙自治談判經班禪等向德王勸說，遂改為設內蒙第一、二自治區政府，自治區政府間設聯席會議，黃紹竑認為基本符合中央原則，表示允轉呈中央鑒核，翌日黃、趙一行返歸綏[2]:4514。
- 11月20日——李濟深、陳銘樞等發動福建事變，是日中國人民臨時代表大會在福州召開，推舉黃琪翔、徐名鴻等17人組成主席團，黃琪翔為總主席，各省代表相繼演說後，黃宣讀《中國人民臨時代表大會人民權利宣言》，宣布：中國為中華全生產的人民之民主共和國，中國最高權力屬於生產的農工及共同支持社會結構的商兵代表大會，中國國家之獨立為不可侵犯之最高原則，全國人民不論種族、性別及職業，除背叛民族、剝削農工者外，有絕對之自由平等權，否認一切帝國主義者強制訂立之不平等條約，首先實現關稅自主，實行計口授田，發展民族資本，人民有勞動之權利義務，人民有身體、居住、言論、出版、集會、結社、信仰、示威、罷工之自由；晚8時，中國人民臨時代表大會主席團召開會議，決定成立「中華共和國人民革命政府」（通稱「福建人民政府」），首都設福州，李濟深任主席，定11月22日舉行成立典禮[2]:4515-4516。
- 11月21日——國民政府訓令行政院、軍事委員會令飭各地方政府及各駐防軍隊，對「閩變」嚴加防範，「務使叛亂早日敉平」[2]:4517。
- 11月22日——上午，福建人民政府在福州成立，主席李濟深及委員11人宣誓就職[2]:4517-4518。
- 11月24日——福建人民政府軍事委員會首次會議，任命蔡廷鍇為人民革命軍第一方面軍總司令兼第十九路軍總指揮，原福建綏靖公署結束，改作第一方面軍總司令部[2]:4521。
- 11月27日——福建人民政府任命陳銘樞兼任軍事委員會政治部主任[2]:4523。
- 11月29日——南昌行營特設贛浙閩皖邊區警備司令部，任趙觀濤為司令，統轄該區「剿匪」部隊及督促黨政機關「清剿」[2]:4524。

### 12月
- 12月1日——宋哲元委湯玉麟為察哈爾省政府總參議[2]:4526。
- 12月2日——國民政府令准羅文幹辭外交部長職[2]:4526。
- 12月4日——國民政府任郭思演為第九十九師師長；國民政府指令行政院准青海省增設囊謙縣[2]:4528。
- 12月12日——國民政府特派蔣介石為全國經濟委員會委員，並指定蔣介石、孔祥熙為常務委員[2]:4532。
- 12月14日——上海百樂門大飯店落成[2]:4533。
- 12月15日——張學良由意大利威尼斯乘輪回國，行前意相墨索里尼贈以皇冠大十字勳章[2]:4534。
- 12月18日——薊密行政督察專員公署在通州成立，專員殷汝耕到署視事[2]:4536。
- 12月19日——湯玉麟部經宋哲元改編為暫編為暫編騎兵第一、二兩旅，由張北開抵張家口訓練，是日宋密電蔣介石、汪精衛及北平軍政當局，以湯「自退出承德後，雖已負失土之咎，尚能收合部伍，轉進察省，中經敵人之威迫利誘，卒克守志不渝」，請撤對湯通緝明令並給予名義，12月27日行政院會議通過撤銷對湯通緝令[2]:4537。
- 12月20日——國民政府令：「福建省政府委員兼主席蔣光鼐甘心從逆，背叛民國，應褫奪本兼各職。」[2]:4538
- 12月21日——國民政府追贈達賴喇嘛護國弘法普慈圓覺大師封號[2]:4539。
- 12月23日——國民政府任命李覺為第十九師師長[2]:4540。
- 12月25日——蔣介石由杭州至浦城，親自指揮對閩軍事行動，分兵三路向福建進攻[2]:4541。
- 12月26日——國民政府任命盧興邦為第五十二師師長；行政院會議決定任駐閩黔軍周志群為新編第十一師師長[2]:4541。
- 12月27日——駐閩北第五十六師師長劉和鼎派旅長劉尚志赴江西謁蔣介石，又轉杭州謁魯滌平，表示擁護中國國民黨中央，是日國民政府任命劉和鼎為第三十九軍軍長，仍兼第五十六師師長，敍中將級，加上將銜；國民政府任命馬鴻賓為第三十五師師長，原任馬鴻逵免職，任馬鴻逵為新編第七師師長[2]:4541-4542。
- 12月28日——國民政府令：派王寵惠為海牙公斷院公斷員，任命王以哲、何柱國為北平軍分會委員；杭江鐵路（沆州至江山）建成通車[2]:4542。

## 逝世
- 1月9日——張相文，中國地學會創始人[2]:4299。
- 1月31日——王慰三，上海《時事新報》駐南京記者，在中山門外遭暗殺[2]:4315。
- 2月8日——馬毓寶，前江西都督、國民政府參軍，在上海病死[2]:4321。
- 4月9日——梁士詒，前北洋政府國務總理，在上海病死[2]:4366。
- 4月27日——岑春煊，前清兩廣總督、護法軍政府七總裁之一，在上海病死[2]:4379。
- 5月8日——張敬堯，前湖南督軍，為日本奉天特務機關長坂垣征四郎收買，化名常世古在平津地區從事活動，5月7日在北平六國飯店遇刺，為復興社特務處特派員鄭介民指派天津站、北平站所為，旋以鋤奸救國名義發表電和通啟，5月8日在德國醫院斃命[2]:4386。
- 5月15日——盧永祥，前北洋政府浙江督軍，在天津病死[2]:4393。
- 6月18日——楊杏佛，中國民權保障同盟總幹事、中央研究院總幹事，在上海法租界亞爾培路中央研究院門前遭戴笠指揮華東區行動組特務暗殺[2]:4425。
- 8月31日——柯劭忞，故宮博物院理事、清史館代館長、東方文化事業總委員會委員長、《新元史》撰者，在北平逝世，12月28日國民政府明令褒揚[2]:4471-4472。
- 9月21日——鄧中夏，中共中央委員、早期工人運動領袖、原紅二軍團委員，5月15日在上海法租界被捕，被捕時化名施義，後因叛徒出賣，8月被引渡中國當局，在南京雨花台處死[2]:4393。
- 9月22日——陳炯明，前粵軍總司令，病死香港[2]:4482。
- 11月24日——胡惟德，前北洋政府外交總長，在北平病逝[2]:4522。
- 12月17日——達賴十三世（阿旺羅布藏塔布元嘉穆錯），在拉薩圓寂[2]:4536。
- 12月27日——杜錫珪，前北洋政府海軍總司令、海軍上將銜，在上海病逝[2]:4542。